# Ben Jones (giocatore di football americano)
Ben Jones (Centreville, 2 luglio 1989) è un giocatore di football americano statunitense che gioca nel ruolo di centro per i Tennessee Titans della National Football League (NFL). Fu scelto dagli Houston Texans nel corso del quarto giro (99º assoluto) del Draft NFL 2012. Al college ha giocato a football a Georgia dove fu nominato All-American.

## Carriera

### Houston Texans
Considerato uno dei migliori prospetti tra i giocatori nel ruolo di centro del Draft 2012, Jones fu scelto nel corso del quarto giro dai Texans. Avrebbe dovuto essere la riserva del centro Pro Bowler Chris Myers ma a partire dalla settimana 7, Jones si guadagnò il posto da titolare che conservò per tutto il resto della stagione. Nella successiva giocò ancora tutte le 16 partite, ma solo una come titolare.

### Tennessee Titans
Il 9 marzo 2016, Jones firmò con i Tennessee Titans. Nel 2022 fu convocato per il suo primo Pro Bowl al posto di Creed Humphrey, impegnato nel Super Bowl LVII.

## Palmarès
- Convocazioni al Pro Bowl: 1

2022